# Roberto Battelli
Roberto Battelli (Pola, 19 ottobre 1954 – Capodistria, 15 aprile 2024) è stato un politico sloveno, rappresentante della comunità italiana.

## Biografia
Figlio del giornalista veneto Ettore, nacque il 19 ottobre 1954 a Pola nell'odierna Croazia. All'età di 5 anni si trasferì con la famiglia a Capodistria nell'odierna Slovenia, dove frequentò la scuola elementare e media di lingua italiana. Studiò filosofia e letteratura comparata presso la Facoltà di Lettere dell'Università di Lubiana. Si iscrisse poi alla Facoltà di Arte dell'Università di Lubiana ma non completò gli studi. 
Nel 1975 prese servizio presso Telecapodistria, televisione della minoranza italiana, e dal 1988 cominciò a collaborare con La Voce del Popolo, quotidiano della minoranza italiana. Nel 1990 venne eletto per la prima volta al parlamento sloveno poco dopo l'indipendenza della Slovenia dalla Jugoslavia. Contribuì a redigere una carta dei diritti della minoranza italiana e della minoranza ungherese in Slovenia. Fu rieletto al parlamento sloveno nel 1992, 1996, 2000, 2004, 2008, 2011 e 2014 sempre nella circoscrizione numero 9 (Capodistria, Isola d'Istria, Pirano).
Morì a Capodistria dopo una breve malattia il 15 aprile 2024 all'età di 69 anni.